# INS Vagli (S42)
Le INS Vagli (S42) est un sous-marin diesel-électrique de classe Vela (variante de la classe Foxtrot en code OTAN, et de désignation soviétique Project 641) de la marine indienne.

## Historique
Mis en service en 1974, il a passé près de dix ans en radoub au chantier naval Hindustan Shipyard.

### Préservation
Après 36 ans de service actif, l'INS Vagli a été mis hors service le 9 décembre 2010. Il est désormais navire musée à Mahabalipuram .